# Charing Cross Station
 Denne artikel omhandler fjerntogsstationen i London, og bør ikke forveksles med London Underground-stationen eller stationen i Glasgow.
Charing Cross Station, også kendt som London Charing Cross, er en jernbaneendestation i det centrale London, i City of Westminster, England. Den er en af de 17 stationer, der bestyres af Network Rail, og togene, der betjener den, opereres af Southeastern. Det er den femte mest benyttede jernbaneterminal i London.
Stationen har sit navn fra beliggenheden ved siden af vejkrydset Charing Cross. Stationens facade vender ud imod Strand, mens den anden ende er den nordlige ende af Hungerford Bridge, som alle tog, der skal ind til stationen, krydser. Billetbomme kontrollerer adgangen til alle perroner, på trods af at indgangen på broen ikke har nogen bomme.

## Historie
Den oprindelige stationsbygning blev bygget på grunden, der tidligere husede Hungerford Market, af South Eastern Railway og åbnede den 11. januar 1864. Stationen var designet af Sir John Hawkshaw, med et enkeltbuet smedejernstag over de seks perronspor på den ret trange grund. Den blev bygget på en buet viadukt i mursten, og skinnernes niveau i forhold til jordoverfladen varierer fra 4 meter i den nordøstlige ende til over 8 meter på brofæstet i den sydøstlige ende. Et år senere, den 15. maj 1865, åbnede Charing Cross Hotel, designet af Edward Middleton Barry, hvilket gav stationen en overdådig facade i den franske renæssancestil.

### Eleanor Cross
Samtidig med byggeriet af Charing Cross Hotel blev der rejst en kopi af Eleanor Cross i rød Mansfield-sten, ligeledes designet af Edward Middleton Barry, på stationsforpladsen. Den blev baseret på det oprindelige Whitehall Cross fra det 13. århundrede, der var blevet revet ned i 1647. Afstande i London bliver officielt målt fra korsets oprindelige grund i Whitehall, hvor der i dag er en statue af Charles I, og ikke fra denne kopi.
Korsets tilstand blev forværret, indtil det var i så sårbar tilstand, at det blev sat i English Heritage At Risk-registret i 2008. Et ti-måneders reparations- og genskabelsesprojekt blev fuldendt i august 2010. Dette arbejde omfattede genskabelse og påsætning af næsten 100 manglende ornamentale detaljer, sikring af svage eller revnet murværk og gen-påsættelse af dekorative elementer, der var forsvundet efter at de var blevet løse.

### Tagkollapset i 1905
23 m af den elegante oprindelige tagkonstruktion i stationens sydlige ende, samt en del af den vestlige mur kollapsede kl. 15.45 den 5. december 1905. Dette skete i perioden, hvor en gruppe mænd var ansat til at reparere den del af taget, der styrtede sammen. Kort efter 15:30 lød der en høj larm fra taget og det blev opdaget, at et af hovedspærrene var gået i stykker og hang ned. Dele af taget begyndte at falde sammen og der kom revner i den vestlige mur. Dette var 12 minutter før kollapset indtraf, hvilket gjorde at tog og perroner blev evakueret og indkommende tog holdt tilbage. Taget, bærebjælker og murbrokker faldt nedover fire passagertog, der holdt på spor 3, 4, 5 og 6 og alle jernbanelinjerne blev blokeret. Den del af den vestlige mur der faldte ned beskadigede muren og taget på nabobygningen Royal Avenue Theatre (nu Playhouse Theatre) på Northumberland Avenue, der ved ved at blive renoveret på daværende tidspunkt. Seks personer omkom (to håndværkere på taget, en W.H. Smith-sælger og tre håndværkere på Royal Avenue Theatre).
I Board of Trades undersøgelse i forbindelse med ulykken blev der stillet tvivl tagets design af et ekspertvidne, på trods af at fejlen blev beskrevet som en fejl i svejsningen i et spær. Som følge heraf besluttede South Eastern and Chatham Railway ikke at reparere taget, men at udskifte det. Et enormt kransystem blev konstrueret for at fjerne resterne af stationens tag sikkert. Erstatningen var en funktionel stolpe- og bjælkekonstruktion der bar et shedtag. Kurven fra det oprindelige tagdesign kan stadig ses på det indendørs murværk. Stationen genåbnede den 19. marts 1906.

### 2. verdenskrig
Efter bombeskader fra 2. verdenskrig blev hotellet omfattende repareret i 1951 – ti år efter bombningen. I store træk bestød dette af et helt ny sæt topetager. Det omfattende Mansardtag på de øverste etager af hotellet blev ombygget i en simpel nygeorgiansk hvid mursten.

### Seneste hændelser
I 1990 blev størstedelen af området over perronerne dækket af Embankment Place, et postmoderne kontor- og shoppingkompleks tegnet af Terry Farrell and Partners. Denne udvikling medførte udskiftning af stort set hele taget fra 1906. De bageste to spænd af denne konstruktion – umiddelbart ved siden af det eksisterende forhalstag – blev bevaret som del af et større venteområde. Desuden forbliver de oprindelige bevarede sidevægge, der tidligere bar stationen, i næsten færdig tilstand. Det meste af Embankment Place-kompleks bliver i øjeblikket benyttet af PricewaterhouseCoopers.

## Betjeninger
Der er højfrekvent togbetjening mellem Charing Cross og London Bridge med stop på Waterloo East. Pr. december 2010 er det typiske betjeningsmønster udenfor myldretiden:
- 2 tog pr. time til Dartford via Bexleyheath
- 2 tog pr. time til Gravesend via Sidcup
- 2 tog pr. time til Gillingham via Lewisham og Woolwich Arsenal
- 2 tog pr. time til Hayes undvigende Lewisham
- 2 tog pr. time til Sevenoaks via Orpington
- 2 tog pr. time til Tunbridge Wells via Sevenoaks
- 2 tog pr. time til Hastings via Tunbridge Wells
- 1 tog pr. time til Dover Priory og Canterbury West, der deles på Ashford International
- 1 tog pr. time til Ramsgate via Dover og Canterbury West, der deles på Ashford International

Afgangene udgøres af Southeasterns vognpark af litra 375 og 376 Electrostar, samt de ældre litra 465 og 466 Networker-togsæt.
| Foregående station |  | National Rail                        |  | Efterfølgende station |
| ------------------ |  | ------------------------------------ |  | --------------------- |
| Endestation        |  | Southeastern South Eastern Main Line |  | Waterloo East         |

## Forbindelser
Charing Cross bliver betjent af to London Underground-stationer, en i hver ende: Charing Cross og Embankment. Oprindeligt hed Embankment Charing Cross, mens den nuværende Charing Cross hed Trafalgar Square (Bakerloo line) og Strand (Northern line) Stationer. Disse to blev forbundet under det nye navn, da den nye Jubilee line-station åbnede i 1979. Navneændringen anerkender at Strand og Trafalgar Square lå tættere på fjerntogsstation end Embankment. Bemærk, at stationerne i en kort periode blev kaldt "Charing Cross Embankment" og "Charing Cross Strand". Jubilee line-perronerne bliver ikke længere betjent, efter banens forlængelse i 1999 medførte, at trafikken blev omledt til Westminster og videre syd for Themsen.